# Карлуки
Карлуки (др. тюрк. ‏𐰴𐰺𐰞𐰸‎) — древнее тюркское племя и племенной союз на территории Средней Азии в VI—XV веках. Карлуки являются предками современных узбеков, уйгуров, часть карлуков вошла в состав туркмен.

## История
Ранее средневековье
А. Г. Малявкин отмечает, что такие группы, «о которых совершенно точно известно, что они не тюрки-тугю, например, карлуки и эфталиты».
Первые сведения о карлуках относятся к V веку. Первоначально они занимали территории между Алтаем и восточным побережьем озера Балхаш. Занимались кочевым скотоводством, охотой, постепенно переходили к оседлому земледелию. Возвышение племени началось после распада Тюркского каганата.
Первоначально карлукский племенной союз состоял из трёх крупных племён и именовался «уч-огуз», среди которых самым многочисленным было племя чигил. Предками современных узбеков и уйгуров являются в частности и карлуки.
В китайских источниках перечисляются некоторые другие племена карлуков: моуло (булак), чисы (чигиль) и таши (ташлык). Часть карлуков в VII веке образовала владение в Тохаристане.

## IX—XV вв.
Арабский географ ал-Марвази (XII век) отмечает, что в состав карлукской конфедерации входили такие племена, как тусхи, чигили, азкиши, тюргеши, халаджи, чаруки, барсханы.
Правителей карлуков называли «ябгу» или «джабгу». Изначально ставка джабгу находилась в городе Суяб (на реке Чу), но в 940 году была перенесена в город Койлык в долине реки Или. В настоящее время вблизи города находится современное село Койлык, расположенное на севере нынешней Алматинской области Казахстана.
В 742 году древние уйгуры, карлуки и басмылы, объединившись, уничтожили Восточно-тюркский каганат. Вождь басмылов был провозглашён верховным правителем и принял титул каган. Но в 744 году объединённые силы уйгуров и карлуков разбили басмылов и убили кагана.
В 752 году басмылы вместе с енисейскими киргизами и тюргешами стали союзниками карлукского ябгу в борьбе с Уйгурским каганатом за восстановление Восточно-Тюркского каганата. Война не имела успеха для союзников. Ябгу карлуков оставил надежды на каганат и прекратил «войну за тюркское наследство».
В знаменитой битве за Мавераннахр между войсками полководца Зияд ибн Салиха (Арабский халифат) и китайцами (династия Тан) на реке Талас (751 год) карлуки, перейдя на сторону арабов, решили исход сражения.
Эти земли позже вошли в состав Карлукского каганата (766—940), который затем заменило Караханидское государство (940—1210). C 960 года среди карлуков начал распространяться ислам.
Подчинение карлуков державе Караханидов (предположительно, выходцев из их же среды) сопровождалось ростом среди них имущественного и общественного расслоения, исламизацией и дальнейшим оседанием, прежде всего в Кашгарии и Фергане, где, в результате их взаимодействия с местным населением, распространились их диалекты, которые легли в основу старейшего из тюрко-мусульманских письменных языков — «бограханского» или «хаканийского» и современных узбекского и уйгурского (новоуйгурского) языков (карлукская подгруппа тюркской группы).
В 1211 году Чингис-хану добровольно подчинились правитель Алмалыка Бузар, карлуский хан Арслан-хан, служивший до этого кара-китаям и найманам, а также ферганские карлуки Кадар-мелика.
Карлукское наречие (чагатайский язык в монгольские времена, 1220—1390) легло в основу современных узбекского (в Мавераннахре) и уйгурского (в Восточном Туркестане) языков.
Выдающийся тюркский филолог и лексикограф, автор первого энциклопедического словаря тюркского языка «Диван лугат ат-турк» Махмуд аль-Кашгари, живший в XI веке в Караханидском государстве, причислял древних карлуков к туркменам (тюркам принявшим ислам), однако отмечал то что они не являются огузским племенем. В состав туркмен в X-XI вв. входила часть карлуков, а семиреченские карлуки называли себя туркменами, при этом часть из них проживала на территории современного Лебапского велаята Туркменистана (г. Гарлык).
Л. Н. Гумилёв связывал происхождение карлуков с тюркютами. По его мнению, карлуки были потомками ветви тюркютов. Собственно тюркюты, как полагает Гумилёв, сложились в результате слияния монголоязычных пришельцев с местным тюркоязычным населением Алтая. Версию монгольского происхождения тюркютов в своих трудах поддерживали Н. Я. Бичурин и А. С. Шабалов.

### Легенды о происхождении карлуков
Согласно «Родословной туркмен», древние карлуки ведут свое происхождение от той части войска Огуз-хана, которое застряло в снегопаде, за что и получило прозвище карлык (гарлык) — люди в снегу. Карлуки входили в число илей, которые не были прямыми потомками Огуз-хана. В «Джами ат-таварих» Рашид ад-Дина упоминаются в числе племён, входивших в состав туркмен.

## Карлуки в XX в.
Во второй половине XIX — начале XX века часть карлуков, вошедших в состав узбекского народа, жили на территории современной Кашкадарьинской, Бухарской и Сурхандарьинской областей Узбекистана.
Ныне небольшие этнические группы карлуков встречаются в Таджикистане.
В Туркменистане, карлуки являются частью туркменской этнографической группы арабачи, в составе которой имеются их два подразделения: ак гарлык и гара гарлык.
И. П. Магидович упоминает поздних карлуков начала XX века в числе племён смешанного тюркского и монгольского происхождения.

## Антропология карлуков
Карлуки относились к европеоидному антропологическому типу. Масуди отмечал, указывая на карлуков, что они красивые по виду, высокие ростом и приятные лицом. Карлуки сыграли большую роль в судьбе народов Средней Азии, среди которых растворились в позднем средневековье, оставив целый ряд этнонимов и топонимов.

## Палеогенетика
У двух карлуков была обнаружена гаплогруппа J2a-Z7706, которая ранее была обнаружена у саков.

## Известные карлуки
- Бильге Кюль Кадыр-хан (850—880) — правитель Испиджаба, каган Карлукского каганата.
- Базар Ахан (880—910).
- Огушлак Кр хан (910—920).
- Арслан хан — хан Карлукского ханства (конец XII века — XIII в., ставка — город Койлык).
- Бузар хан правитель Алмалыка (конец XII века — 1217 год).
- Кербек (VIII век) — основатель основатель династии Кербеков[35][36][неавторитетный источник].
- Сатук Богра-хан (920—955) — основатель династий и первый хакан Караханидов.

## Топонимика
Племя карлук оставило свой след в топонимии Туркменистана.
- Гарлык — поселок городского типа в Лебапском велаяте.[37]